# 深圳市第三人民医院
深圳市第三人民醫院（又称：南方科技大学第二附属医院），原名深圳市东湖医院，该院为深圳市属公立醫院，位於深圳市龙岗区南湾街道下李朗布澜路29号，为國家三級甲等醫院，是深圳市传染病定点治疗医院，以肝病科、传染病科見長，主要承担深圳和周边地区传染病与重大疫情的防控任务并开展综合医疗服务。

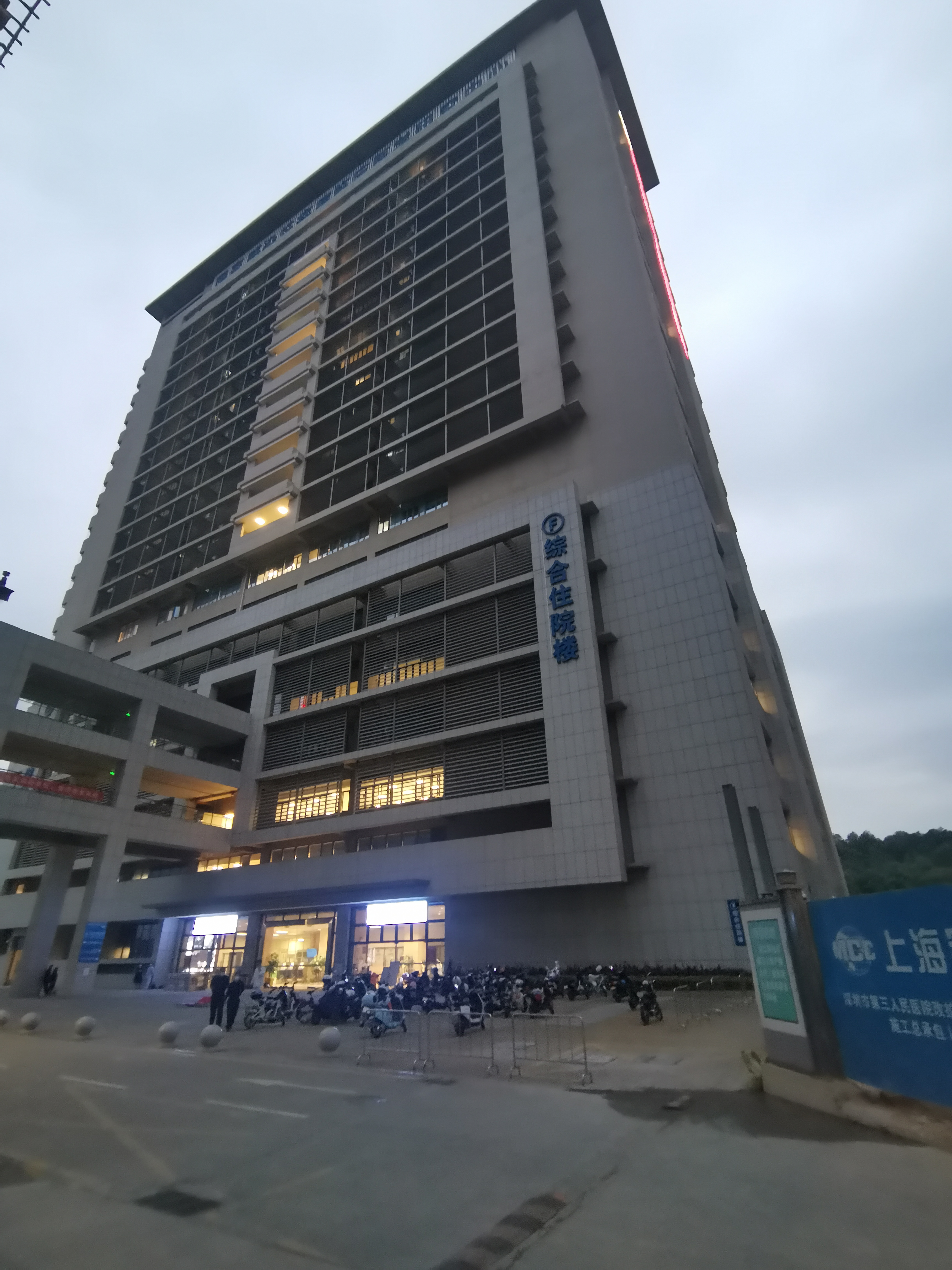
住院大楼

## 历史

### 东湖院区时期
1985年3月11日，深圳市传染病医院落成开业（深圳市传染病医院于1986年更名为“深圳市东湖医院”），原址位于罗湖区布心路2019号（现深圳市职业病防治院），临近深圳水库，占地面积2.6万平方米。成立之初的深圳市东湖医院，周围一片荒凉。据第一任院长梁登回忆说，当时医务人员仅30多人，只有一栋1000平方米的门诊楼，医务人员需要跑去深圳市人民医院的食堂用餐，周围所有的通讯方式就只有医院唯一的一部电话。由于地处偏僻，最初接受的病人是其它医院不愿意接收的肺结核病人和临终病人。
1996年，在东湖医院内成立深圳市肝病研究所。
2000年，原院区进行第一次整修扩建。2002年，新住院大楼动工，2004年5月正式启用。
2003年2月8日，非典肺炎疫情爆发，深圳市卫生局决定将东湖医院作为非典肺炎指定治疗医院，所有在深圳市发现的非典病人和疑似病人被陆续送到这里接受治疗，至5月有75%病人出院，而全体医护人员无一感染。同年，医院的感染病科被评为“广东省传染病特色专科”。
2004年1月 深圳市政府批准东湖医院更名为＂深圳市第三人民医院”，并择址龙岗区布澜路29号设立现有院区，现有院区初期总投资8.0亿元，占地面积10万平方米，总建筑面积8.8万平方米。
2005年 医院肝病专业、艾滋病专业、结核病专业同时成为国家临床药物试验基地。
2006年12月20日，作为当年深圳市四大公共卫生重大工程项目之一的第三人民医院新院区开工建设。
2009年 市三院被指定为H1N1甲型流感定点收治医院，排查1700余疑似病例，救治来自50多个国家和地区的确诊患者500余人，其中危重／重症患100余人（包括12名孕妇）全部救治成功，医院保持零交叉感记录染、零医务人员感染的记录。

### 李朗院区启用之后
2010年10月26日，于布澜路的现有院区投入使用，原布心路院区停用并重新改造，后移交给深圳市职业病防治院使用。
2014年，定为深圳市收治人感染H7N9禽流感的定点医院。疫情期间，医院共收治人感染H7N9禽流感患者25例。痊愈出院23例，病死率仅8%，远低于全国病死率（38.6%)，治疗成功率达到90％以上，处于国内领先水平。
2014年3月28日，深圳市第三人民医院改扩建工程项目获市发改正式批复，同意建设规模6.3万㎡，投资3.68亿元人民币。
2016年1月，成功救治一例感染H5N6禽流感危重患者，为中国第一例人感染H5N6禽流感救治成功病例。
2016年2月，医院率先从一例来自西非入境的发热患者血样本中分离培养出深圳首例寨卡病毒，迅速获得全基因序列，之后更合成并筛选出抗体。
2017年6月12日，深圳市第三人民医院改扩建一期工程综合住院楼主体结构正式封顶。
2017年11月13日，医院顺利通过三级甲等专科医院现场评审，成为深圳第15家三级甲等医院。
2017年，本院获得深圳市唯一的国家肝、肾器官移植资质 成为深圳仅有的两家可进行器官移植手术的医疗单位。
2018年10月8日，在深圳市人民政府的牵头和支持下，本院与南方科技大学签署合作协议，成为南方科技大学第二附属医院。
2018年12月28日，医院改扩建工程（一期）完成验收。
2019年1月2日，医院入选为广东第二批高水平医院建设单位。
2019年5月4日，深圳市第三人民医院改扩建工程项目（住院楼F栋）正式启用，新增床位850张。
2019年6月1日，搭载中国第一台、全球第七台顶级血管造影机的复合手术室落地本院。
2019年7月8日，本院成功为1位76岁的高龄患者完成肝移植手术。术中患者因7次心跳骤停，注射了30多剂肾上腺素，电击除颤7次，最终肝移植手术顺利完成。
2019年8月9日，本院结核病科、感染性疾病科成为广东省高水平临床重点专科。
2019年10月20日，本院上线“施予受”器官捐献志愿者登记平台，公众可以通过“深圳市第三人民医院”的官方微信服务号快速完成信息登记，成为器官捐献志愿者。
2019年9月6日，本院通过换肝手术救活一位食用木耳中毒的患者，为全球有记录首例该类中毒后存活病例。
2019年11月13日，本院通过国家卫生健康委员会脑损伤质控评价中心验收，正式成为脑死亡判定质控合格医院，这是深圳市首家成人脑死亡判定质控合格医院。

### 2019冠狀病毒病疫情时期
2020年1月11日，医院收治广东省首例新冠肺炎患者；同月23日以上收治的两位新冠肺炎患者治愈出院，也为广东省最早一批治愈出院的患者。
2020年1月28日，时任深圳市委书记的王伟中来医院调研疫情工作，并提出遵循“宁可备而不用，不可用而无备”的应急原则，决定在医院附近快速搭建应急医院。1月31日，与主院区相隔一座山，参照北京小汤山医院，武汉火神山医院和雷神山医院模式，以特制板房群为主要建筑的应急院区开工建设。20天后，应急院区完工，院区占地面积6.8万平方米、建筑面积5.9万平方米，增加1000张床位（含800张负压病床、ICU16床）。两个院区虽然属同一医院，但实际上独立运行，应急院区实行全封闭管理。驻守的医护人员除了本院的医护工作者外，病患高峰期时也从深圳市人民医院，北京大学深圳医院等深圳大型公立医疗机构调拨人手支援运营。
2020年2月1日，医院在中国大陆首次报道从新冠肺炎患者肠道内检出COVID-19病毒核酸，提出COVID-19病毒粪-口途径传播可能。
2020年3月27日，本院张政教授研究团队与清华大学张林琦教授研究团队通力合作，成功分离高效抗新冠病毒抗体。
2021年10月，上海著名的病毒学专家，曾担任复旦大学附属上海市公共卫生临床中心党委书记、复旦大学附属华山医院院长助理的卢洪洲教授南下深圳，担任本院院长。
2021年11月，在复旦大学医院管理研究所发布的“2020年度中国医院百强排行榜”中，综合类别本院排名98位，是深圳市首家上榜医院，而在结核病专科方面则排在第四名。
2021年12月8日，由本院、清华大学、腾盛博药合作研发的新冠单克隆中和抗体安巴韦单抗/罗米司韦单抗联合疗法（此前称BRII-196/BRII-198联合疗法）获中国药品监督管理局（NMPA）的上市批准，用于治疗轻型和普通型且伴有进展为重型（包括住院或死亡）高风险因素的成人和青少年（12-17岁，体重≥40 kg）新型冠状病毒感染（COVID-19）患者。其中青少年（12-17岁，体重≥40 kg）适应症人群为附条件批准。是为首个中国国产的新冠特效药
2022年3月5日，因主院区门诊有患者感染新冠病毒，本院暂停普通门诊、急诊、发热门诊、体检等门急诊服务和普通住院服务，进行全面消杀（但爱心门诊和结核门诊维持服务）。4月11日晚恢复正常门急诊住院服务。

## 院区

### 主院区
现有院区位于龙岗区南湾街道下李朗布澜路29号，于2006年12月20日开工，2010年10月26日迁入投入运营。院区现有12栋大楼，占地面积6.8万平方米、建筑面积5.9万平方米，分为门诊楼，医技科研楼，两栋综合住院楼，感染住院楼，肝病住院楼，呼吸病楼，内科楼，行政楼，国研中心，以及单独的多功能报告厅，另有两栋大楼在修建中。

### 西院区

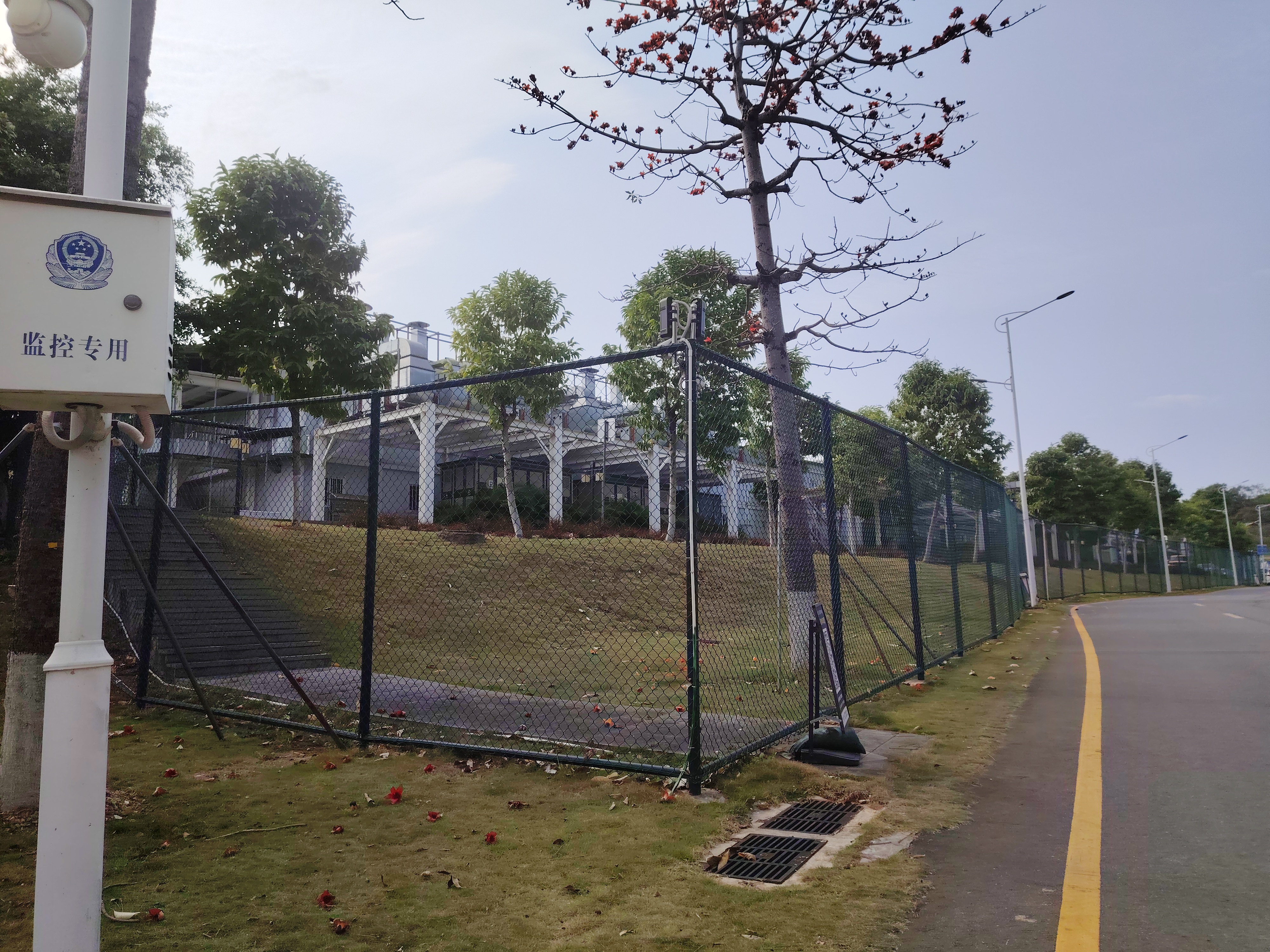
西院区

西院区位于南湾街道三联东路，与主院区隔着一个李朗圣山公园，院区占地面积6.8万平方米、建筑面积5.9万平方米，以半永久板房建筑为主，有1000张床位（含800张负压病床、ICU16床）。在新冠抗疫时期，本院区称应急院区的，两个院区虽然属同一医院，但实际上独立运行，应急院区实行全封闭管理。驻守的医护人员除了本院的医护工作者外，病患高峰期时也从深圳市人民医院，北京大学深圳医院等深圳大型公立医疗机构调拨人手支援运营。
新冠降为二类防控之后，应急院区经过改造后取消全封闭管理，回归三院一体化运营，改名为西院区。

## 交通

#### 公交巴士
| 行经巴士路线一览 | 行经巴士路线一览           | 行经巴士路线一览 | 行经巴士路线一览         | 行经巴士路线一览                         |
| 编号             | 路线                       | 路线             | 路线                     | 备注                                     |
| ---------------- | -------------------------- | ---------------- | ------------------------ | ---------------------------------------- |
| 322              | 平湖华南城总站             | ⇆                | 深业上城公交首末站       |                                          |
| 937              | 深朗总站                   | ⇆                | 布吉三联村总站           |                                          |
| 977              | 融悦山居                   | ⇆                | 田贝总站                 |                                          |
| 980              | 下李朗市场                 | ⇆                | 深圳东站枢纽西广场公交站 |                                          |
| M150             | 万国食品城总站             | ↺                | 万国食品城总站           | 原 B810，合并原 M227（第一代）           |
| M192             | 万国城总站                 | ⇆                | 华富路始发站             | 原 旅游2                                 |
| M224             | 秀峰公交总站               | ⇆                | 购物公园地铁公交接驳站   |                                          |
| M227             | 盐田东公交总站             | ↻                | 盐田东公交总站           | 原 B927（第二代）                        |
| M237             | 大田洋公交总站             | ⇆                | 机场东地铁公交接驳站     |                                          |
| M300             | 民治股份商业中心公交首末站 | ⇆                | 平湖任屋村总站           |                                          |
| M301             | 大浪时尚小镇西公交场站     | ⇆                | 万国城总站               |                                          |
| M311             | 平湖平安大道总站           | →                | 深圳东站东广场           | 原 960                                   |
| M311             | 澳佳工业园                 | ←                | 深圳东站东广场           | 原 960                                   |
| M324             | 秀峰公交总站               | ↺                | 中海大山地幼儿园         |                                          |
| M329             | 万国城总站                 | ⇆                | 招商国任中心公交首末站   | 原 379                                   |
| M363             | 秀峰公交总站               | ⇆                | 深圳北站交通枢纽公交场站 | 原 高峰专线34（第一代）                  |
| M402             | 万国城总站                 | ⇆                | 建设路总站               | 经石芽岭公园、德兴花园；原 B307          |
| M403             | 吉华白砂岭场站             | ⇆                | 建设路三岛中心总站       | 原 K307                                  |
| M404             | 万国城总站                 | ⇆                | 建设路总站               | 经深圳法律创意园、樟树布社区；原 300区间 |
| M419             | 凤凰山综合车场             | ⇆                | 机场码头                 | 原 B787                                  |
| M508             | 布澜路总站                 | ⇆                | 火车站                   | 原 306区间                               |
| M547             | 龙岗信息学院总站           | ⇆                | 坂田国际中心总站         | 原 812西段                               |
| M565             | 布吉甘坑总站               | ↻                | 布吉甘坑总站             | 原 B695                                  |
| M589深圳         | （深圳）龙岗汽车总站       | ⇆                | （深圳）深圳东站东广场   | 经东莞市凤岗镇；原 398北段               |

#### 地铁
17号线：下李朗站（规划中）